# Acolutha
Acolutha là một chi bướm đêm thuộc họ Geometridae.

## Các loài
- Acolutha albipunctata (Holloway, 1976)
- Acolutha pictaria (Moore, 1888)